# Pero Cotrofo
Pero Cotrofo es el nombre de una variedad cultivar de manzano (Malus domestica). Esta manzana está cultivada en la Estación Experimental La Mayora, y en diversos viveros entre ellos algunos dedicados a conservación de árboles frutales en peligro de desaparición. Esta manzana es originaria de la comunidad autónoma de Andalucía concretamente en el Valle del Guadalcobacín, de la provincia de Málaga, donde tuvo su mejor época de cultivo comercial antes de la década de 1960, a partir de la cual fue desplazada en cultivos y en consumo por variedades de manzanas selectas foráneas, y actualmente en menor medida aún se encuentra.

## Sinónimos
- "Manzana Pero Cotrofo",[5][7]
- "Pero Cotrofo".[8]

## Historia
'Pero Cotrofo' es una variedad de manzana de la comunidad autónoma de Andalucía (Guadalcobacín, provincia de Málaga), cuyo cultivo conoció cierta expansión en el pasado, siendo una de las variedades de las consideradas difundidas, clasificándose en esta manera, pues en las distintas prospecciones llevadas a cabo por las provincias españolas, se registraron repetidamente y en emplazamientos diversos, a veces distantes, sin constituir nunca núcleos importantes de producción. Eran variedades antiguas, españolas y extranjeras, difundidas en el pasado por los viveros comerciales y cuyo cultivo se ha reducido a huertos familiares y jardines privados.
Actualmente (2020) su cultivo está en regresión, se puede encontrar en algún vivero y en jardines particulares.

## Características
El manzano de la variedad 'Pero Cotrofo' tiene un vigor Medio; florece a finales de abril; tubo del cáliz cónico o en embudo con tubo corto, estambres insertos por debajo de la mitad.
La variedad de manzana 'Pero Cotrofo' tiene un fruto de tamaño medio; forma más alta que ancha, oval o tronco-cónica, rebajada en el lado del ojo, presenta contorno irregular; piel muy levemente grasa; con color de fondo de verde a amarillo verdoso, sobre color leve lavado, con chapa levísimamente iniciada o totalmente ausente, presentando un punteado uniforme, ruginoso entremezclado con blanco, y una sensibilidad al "russeting" (pardea miento áspero superficial que presentan algunas variedades) débil; pedúnculo corto y fino, anchura de la cavidad peduncular estrecha o mediana, profundidad de la cavidad peduncular poco profunda, con chapa ruginosa, borde levísimamente ondulado, y con importancia del "russeting" en cavidad peduncular medio; anchura de la cav. calicina medianamente estrecha, profundidad de la cav. calicina poco profunda, de borde ondulado más o menos leve, a veces ruginosidad en el fondo, y con importancia del "russeting" en cavidad calicina débil; ojo cerrado; sépalos muy compactos en su nacimiento, convergentes, largos, de color verdoso con tomento, en conjunto es muy característico.
Carne de color crema con fibras verdosas; textura tierna, jugosa, crujiente; sabor característico de la variedad, ligeramente agridulce muy agradable; corazón bulbiforme; eje abierto y hueco; celdas alargadas y estrechas, rellenas de lanosidad; semillas alargadas.
La manzana 'Pero Cotrofo' tiene una época de maduración y recolección tardía, otoño-invierno, se recoge desde finales de octubre hasta mediados de noviembre. Tiene la ventaja de conservarse muchos meses después de recogida sin necesidad de cámara, ni ceras, ni conservantes. Se usa como manzana de mesa fresca.